# Campeonato Europeo de Patinaje Artístico sobre Hielo de 1950
El XLI Campeonato Europeo de Patinaje Artístico sobre Hielo se realizó en Oslo (Noruega) del 17 al 19 de febrero de 1950. Fue organizado por la Unión Internacional de Patinaje sobre Hielo (ISU) y la Federación NOruega de Patinaje sobre Hielo.

## Resultados

### Masculino
| Puesto | Nombre        | País    | Puntos |
| ------ | ------------- | ------- | ------ |
| Oro    | Ede Király    | Hungría |        |
| Plata  | Hellmut Seibt | Austria |        |
| Bronce | Carlo Fassi   | Italia  |        |

### Femenino
| Puesto | Nombre             | País           | Puntos |
| ------ | ------------------ | -------------- | ------ |
| Oro    | Alena Vrzánová     | Checoslovaquia |        |
| Plata  | Jeannette Altwegg  | Reino Unido    |        |
| Bronce | Jacqueline du Bief | Francia        |        |

### Parejas
| Puesto | Nombre                           | País        | Puntos |
| ------ | -------------------------------- | ----------- | ------ |
| Oro    | Mariann Nagy / László Nagy       | Hungría     |        |
| Plata  | Eliane Steinemann / André Calame | Suiza       |        |
| Bronce | Jennifer Nicks / John Nicks      | Reino Unido |        |

## Medallero
| Núm. | País           | Oro | Plata | Bronce | Total |
| ---- | -------------- | --- | ----- | ------ | ----- |
| 1    | Hungría        | 2   | 0     | 0      | 2     |
| 2    | Checoslovaquia | 1   | 0     | 0      | 1     |
| 3    | Reino Unido    | 0   | 1     | 1      | 2     |
| 4    | Austria        | 0   | 1     | 0      | 1     |
| 4    | Suiza          | 0   | 1     | 0      | 1     |
| 6    | Francia        | 0   | 0     | 1      | 1     |
| 6    | Italia         | 0   | 0     | 1      | 1     |
|      | TOTAL          | 3   | 3     | 3      | 9     |